# Епархия Тельшяя
Епа́рхия Тельшя́я (лит. Telšių vyskupija) — одна из семи епархий римско-католической церкви в Литве с кафедрой в городе Тельшяй (Тельшяйский уезд). Входит в состав церковной провинции Каунаса. Является суффраганной епархией архиепархии Каунаса. Латинское название епархии — «Dioecesis Telsensis». Кафедральным собором епархии Тельшяя является церковь Святого Антония Падуанского.
Епархия основана в 1926 году. По другим данным, существовала ещё в XIX веке.

## Деканаты
Епархия Тельшяя подразделяется на 11 деканатов:
- Акмянский деканат (лит. Akmenės dekanatas);
- Жемайчю-Калварийский деканат (лит. Žemaičių Kalvarijos dekanatas);
- Клайпедский деканат (лит. Klaipėdos dekanatas);
- Мажейкский деканат (лит. Mažeikių dekanatas);
- Палангский деканат (лит. Palangos dekanatas);
- Плунгеский деканат (лит. Plungės dekanatas);
- Скуодасский деканат (лит. Skuodo dekanatas);
- Шилальский деканат (лит. Šilalės dekanatas);
- Шилутский деканат (лит. Šilutės dekanatas);
- Таурагский деканат (лит. Tauragės dekanatas);
- Тельшяйский деканат (лит. Telšių dekanatas).

## Ординарии епархии
- Юстинас Стаугайтис — (5 апреля 1926 — 8 июля 1943, до смерти);
  - Винцентас Борисявичюс — (1943 — 21 января 1944 — назначен епископом) (апостольский администратор);
- Винцентас Борисявичюс — (21 января 1944 — 18 ноября 1946 или 3 января 1947[2], до смерти);
  - Sede vacante (1947—1964);
  - Petras Maželis — (10 ноября 1959 — 14 февраля 1964 — назначен епископом) (апостольский администратор);
- Petras Maželis — (14 февраля 1964 — 21 мая 1966, до смерти);
  - Sede vacante (1966—1989);
  - Juozapas Pletkus — (8 ноября 1967 — 29 сентября 1975, до смерти) (апостольский администратор);
  - Antanas Vaičius — (5 июля 1982 — 10 марта 1989 — назначен епископом) (апостольский администратор);
- Antanas Vaičius — (10 марта 1989 — 26 мая 2001, в отставке);
- Йонас Борута, S.I. — (5 января 2002 — 18 сентября 2017, в отставке);
- Кестутис Кевалас — (18 сентября 2017 — 19 февраля 2020 — назначен архиепископом Каунаса);
- Альгирдас Юревичюс — (1 июня 2020 — по настоящее время).